# Zingel (Norden)
Zingel ist ein heute kaum noch als Ortschaft wahrnehmbarer Vorort der ostfriesischen Stadt Norden. An ihn erinnert hauptsächlich nur noch der Straßenname Am Zingel.
Der Vorort gehörte zunächst zur Gemeinde Sandbauerschaft, die die Stadt Norden halbkreisförmig umgab. Während die Sandbauerschaft aber erst 1919 nach Norden eingemeindet wurde, erfolgte die Eingliederung des Zingel-Geländes mit seinen auch für die Norder Stadtbevölkerung bedeutsamen sozialen Einrichtungen bereits um 1900.

## Name
Der Ortsname Zingel verweist auf eine aus Erde beschaffene Wallanlage, die in früheren Zeiten das dort gelegene Kloster Marienthal (lateinisch: Vallis sanctae Mariae =Tal der heiligen Maria) umgab und deren nördlicher Teil noch erhalten und bei genauerem Hinsehen auch zu erkennen ist.

## Lage
Der alte Vorort liegt nördlich der Kernstadt Norden, mit der er durch die Klosterstraße verbunden ist. Er wird heute durch den städtischen Parkfriedhof im Norden, die Straßen Eselspfad und Am Zingel nach Westen hin sowie durch die südlich gelegene Schulstraße begrenzt. Die westliche Grenze bildet die Eisenbahnlinie Norden–Norddeich. Umgeben ist Zingel durch die alten Norder Stadtteile Ekel und Lintel.
Sowohl der deutsche als auch der lateinische Klostername weisen darauf hin, dass das Kerngebiet Zingels in einem „Tal“, das heißt in einer Senke oder Niederung liegt, deren ursprünglich landwirtschaftliche Nutzung durch archäologische Grabungen nachgewiesen werden konnte.

## Geschichte
Während sich die alten Ortschaften der bis 1919 selbständigen Gemeinde Sandbauerschaft um befestigte Adelssitze gruppierten, stand im Zentrum des Norder Vororts Zingel ein Benediktiner-Doppelkloster Marienthal. Über seine Ursprünge schweigen die vorhandenen Quellen. Die früheste urkundliche Erwähnung datiert auf 1255. In diesem Jahr war das Kloster Ort einer Zusammenkunft von geistlichen und weltlichen Würdenträgern, über deren Verlauf und Ergebnisse schriftlich berichtet wurde.

### Kloster

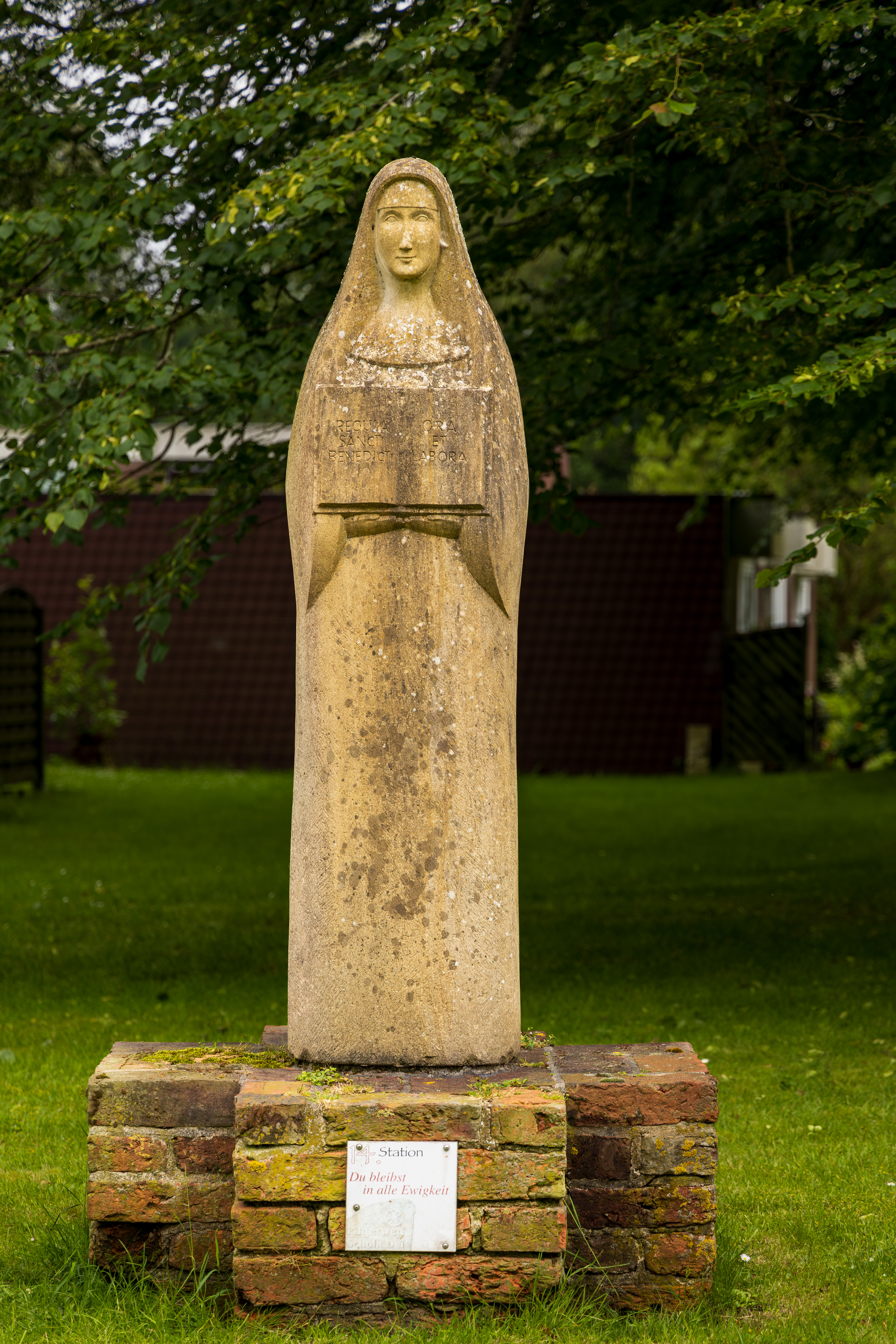
Eine Marienstatue erinnert an das ehemalige Kloster Marienthal.

Nach Ubbo Emmius (1547–1625) galt das Kloster Marienthal gegen Ende des 13. Jahrhunderts als „die schönste und reichste Abtei zwischen Weser und Ems“.
Eine Pestepidemie im Jahr 1350 hatte für das Kloster verheerende Folgen, die auch 50 Jahre später noch zu spüren waren. Um 1400 stiftete Papst Bonifatius IX. deshalb einen besonderen Ablass, um mit dessen Erlös abgängige Gebäude und vor allem die Klosterkirche wieder instand zu setzen. Ab der zweiten Hälfte des 15. Jahrhunderts befand sich das Erbbegräbnis der gräflichen Familie der Cirksena im Kloster Marienthal. Reichsgraf Ulrich I. (ca. 1408–1466) war der este Cirksena, der dort beigesetzt wurde. Nach dem Tod Ennos II. (1505–1540), der in der GroßenKirche zu Emden bestattet wurde, überführte man 1548 die sterblichen Überreste der im Erbbegräbnis bestatteten gräflichen Familie in die ostfriesische Hafenstadt. Nach der Zerstörung der Großen Kirche während des Zweiten Weltkriegs wurden die Gebeine der Cirksena nach Aurich umgebettet. Dort fanden sie im Mausoleum der Familie Cirksena ihre letzte Ruhestätte.
Nach dem Norder Religionsgespräch am 1. Januar 1527 zog die Reformation endgültig in das Norderland ein. Bereits ein Jahr später wandelte Graf Enno II. das Kloster in eine Residenz um, nachdem er dessen Bewohner zuvor entschädigt hatte. Im Jahr 1531 zerstörte Häuptling Balthasar von Esens im Zusammenhang eines „Rachefeldzuges“ Teile der Residenz Graf Ennos, darunter auch das gräfliche Erbbegräbnis. Der endgültige Abbruch der beschädigten Gebäude wurde einige Zeit noch dadurch verhindert, dass zwei Schwestern des Grafen sich in den Ruinen eine Wohnung eingerichtet hatten.  Die Steine der zerstörten Gebäude fanden schließlich beim Bau des Auricher Zwingers Verwendung.

### Vom Gast- und Armenhaus zur Seniorenwohnanlage
Bis mindestens 1555 lebten auf dem ehemaligen Klostergelände ein Benediktinerpater namens Vinzenz und vier Nonnen. Sie hatten im Auftrag der Emder Gräfin Anna sich unter anderem um die inzwischen notdürftig dort untergebrachten Armen zu kümmern und für bessere Wohnverhältnisse zu sorgen. Dokumente aus der zweiten Hälfte des 16. Jahrhunderts belegen, dass die Bedürftigen vor allem im Brauhaus sowie im Torfhaus des früheren Klosters untergebracht wurden. Später wandelte man die noch erhaltenen Zellen der ehemaligen Bewohner in Schlafstätten für die Armen um. Finanziert wurden die Umbau- und Unterhaltskosten der nun als Gast- oder Armenhaus bezeichneten Gebäude durch Einkünfte aus den Besitzungen des ehemaligen Klosters sowie durch Spenden begüterter Einwohner der Stadt Norden. Im Jahr 1799 zählte das Armenhaus insgesamt 109 Bewohner, davon 50 ältere Menschen und 59 Kinder. Zusätzlich wurden in dem genannten Jahr 35 bedürftige Kinder aus dem Norder Stadtgebiet an einem täglichen Mittagstisch versorgt. Die verantwortliche Leitung der sozialen Einrichtung lag in den Händen einer „Gastmoder“ und eines „Gastvaders“ (= Gastmutter und Gastvater).

### Schulgeschichte
Aus der ehemaligen Klosterschule, an der auch die Töchter der gräflichen Familie unterrichtet worden waren, ging nach der Reformation zunächst die Armen- und Gasthaus-Schule hervor. Unterrichtet wurden die Schüler und Schülerinnen, die anfangs sich nur aus den im Armenhaus untergebrachten Kindern rekrutierten, durch die auf Vorschlag der Norder Kirchenleitung eingesetzten Schulmeister und dessen Schulgehilfen. Zu den pädagogischen Aufgaben kamen kirchliche hinzu. Die Lehrer hatten die morgendlichen Gasthaus-Andachten für alle Bewohner abzuhalten, wöchentliche Singstunden durchzuführen und am Sonntagmorgen im Gottesdienst der Gasthaus-Kirche eine Predigt vorzulesen. Das Gehälter des Schulmeisters und seiner Gehilfen, die im Gegensatz zu kirchlichen Stadtschulen über keine pädagogische Ausbildung verfügten, waren bescheiden.

### Jüdischer Friedhof

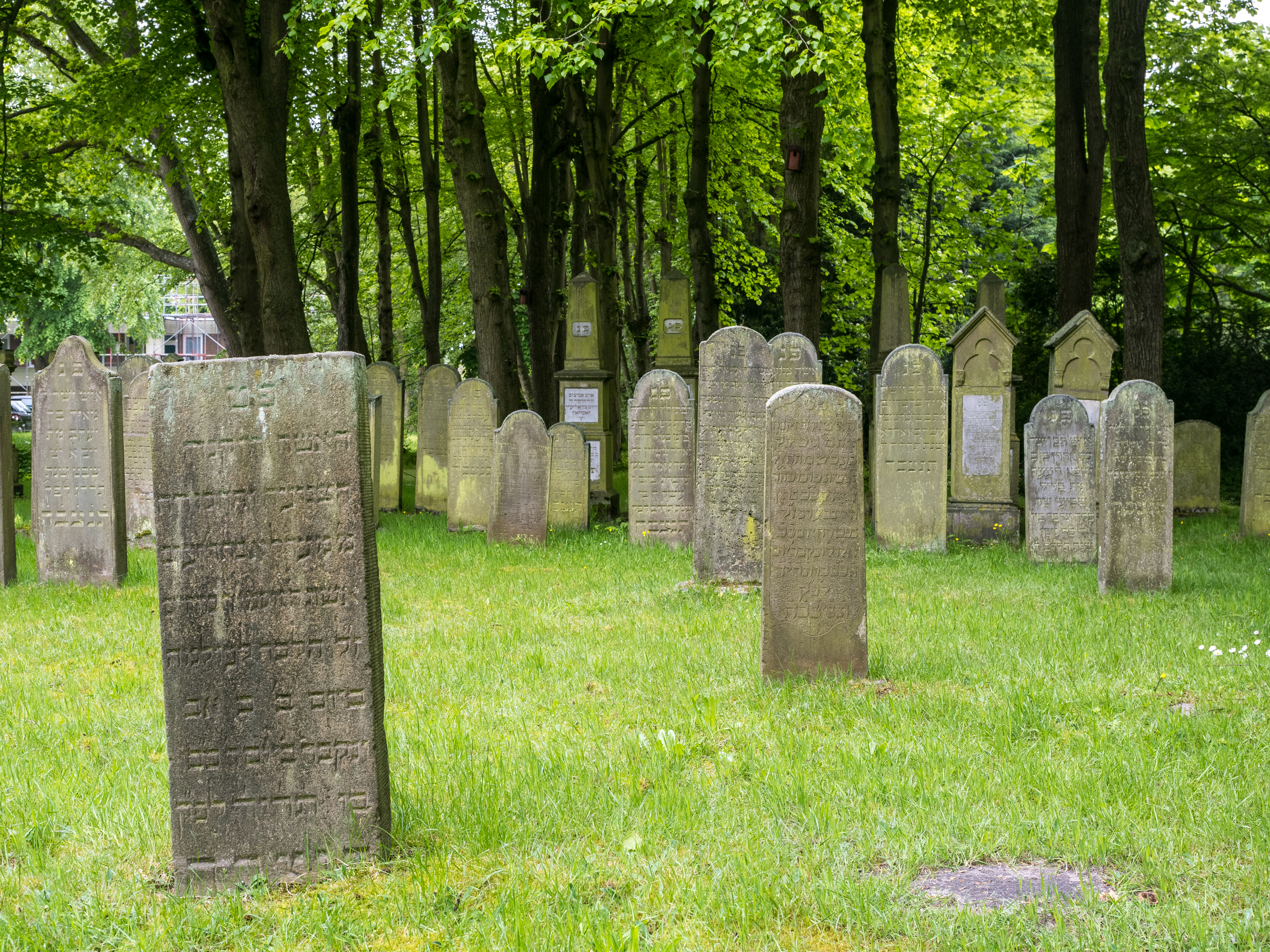
Jüdischer auf dem nördlichen Teil des ehemaligen Kloster-Zingels